# 大平晟
大平 晟（おおだいら あきら、1865年7月22日 - 1943年1月19日）は、日本の明治・大正・昭和時代の教育者、登山家。新潟県小千谷市出身。生涯を通じて郷土の教育振興に尽くし、また日本の登山文化の広まりにおいても指導的な役割を果たした。日本の近代登山の黎明期に全国各地の山々に数多く登り、実質的で複合性のある紀行文をもってそれらの存在を世に広く知らしめた。また樺太（鈴谷岳）、朝鮮半島（金剛山）、台湾（玉山、南湖大山、大屯山）といった山域にも先駆的な足跡を残した。教え子の一人に日本山岳会発起人の一人である高頭仁兵衛（高頭式）がいる。国の名勝・天然記念物である清津峡の名付け親。

## 来歴
1865年（慶応元年）7月22日、新潟県三島郡高梨村五辺の農家の父・大平覚三郎（屋号：六郎右衛門）と母・トシの長男として誕生。幼名は友三郎。8歳の頃から母方の生家である山賀家に寄宿して北魚沼郡鴻巣の鴻巣小学校に通う。
1879年（明治12年）6月、学友と共に徒歩で約10里の道のりを往復3日かけて米山に登り、山頂から日本海や越後の山々を一望したことで登山に開眼。11月に上等小学校全教科の卒業試験を完了すると、翌1880年（明治13年）1月には片貝校の授業生（代用教員）となり、また学友と共に弥彦山に登る。1881年（明治14年）に晟（あきら）と改名。1882年（明治15年）には高梨校に移り、1883年（明治16年）に第二種教員免許試験を受けて合格。1884年（明治17年）4月には新潟師範学校に定員30名の応募に対して6倍の志願者がある中、第一位で合格して入学した。
1885年（明治18年）7月には大平家がある高梨村一帯が信濃川の洪水で罹災。期末試験中であったが、知らせを受けて駆け付け、避難先で床に伏せた父から「自分が死んでも師範学校を退学はするな。必ず卒業せよ」と訓示を受ける。7月14日に父が死亡。
1886年（明治19年）3月に新潟師範学校を主席で卒業後、高梨校に就職。水害による村費困窮のため村会から俸給の半分を村に一年間寄付するよう依頼され、これを承諾。翌1887年（明治20年）、三島郡立片貝高等小学校高等科に転任。自宅の再建に着手しつつ、校舎建築の監督委員ともなった。教育者としては体育、特に団体体育を重視し、周辺の学校を連合した運動会を組織して活躍。また寮を設け多数の寄宿者を受け入れた。1888年（明治21年）、岡村ハレ子と結婚、二男三女を得た。同年8月、高等科に入学してきた高頭仁兵衛（高頭式）と出会う。毎年の学校登山の引率指導のほか、教務の傍らには日曜や祭日、夏季休暇等を利用して積極的に山に親しんだ。
1893年（明治26年）、県内で初の正教員講習会が開かれ、本科正教員資格に主席で合格。
1897年（明治30年）、片貝高等小学校訓導（学校長心得）に任命される。校長就任までを振り返り、自叙伝を記す。
高頭が1905年（明治38年）に日本山岳会を設立すると、1906年（明治39年）には晟も日本山岳会に入会し（会員番号31）、高頭らと共に白馬岳、針ノ木岳、立山に登る。日本山岳会の会報『山岳』には第1年第1号から紀行文を寄せるなど積極的に活動に寄与した。記録にある山への足跡は生涯で116座に及ぶ。
1914年（大正3年）、高梨小学校校長に就任。翌年、これを祝い、門弟・教え子らが発起人となって高梨の自宅横の敷地を造成し、山野草や木を植樹した園芸地を贈った。この庭は「楽天園」と名付けられた。
1919年（大正8年）には、ウォルター・ウェストン、志賀重昂に続いて役員の全会一致で日本山岳会3人目の名誉会員に推挙される。
1924年（大正13年）、定年により退職。
1935年（昭和10年）7月には、古希の祝いとその功績を讃えて日本山岳会および新潟県内の登山家を中心とした発起人10名（高頭仁兵衛、平野秀吉、小杉源吉、桜井真吾、藤島玄、稲田豊八、石川淳一、雲尾東岳、松木喜之七、酒井由郎）らによって苗場山の山頂付近に寿像碑（レリーフ）が建てられた。一口一円の拠金に四百六拾六円五十銭の寄付が集まった。
1940年（昭和15年）、紀元2600年を祝して日本山岳会により苗場山の神楽ヶ峰に「天下之霊観」の碑が建てられ、碑文を揮毫した（その後、積雪あるいは落雷により倒伏したため、平成3年に修復されたが、後に再び折損したため、湯沢町三俣の伊米神社境内に移された）。同年9月、高梨小学校の6年生と共に金倉山に登ったのが最後の登山となった。
1943年（昭和18年）1月19日、脳卒中により死去。龍泉寺の庭で荼毘に付された。法名は「崇山鑑水居士」。
1970年（昭和45年）には、羽下修三（羽下大化）が保管していた苗場山頂のものと同型のレリーフが小千谷市公民館を経由して遺族へ贈られた。教え子ら241人によって「大平晟寿像建設委員会」が設けられ、楽天園跡に記念碑が建てられた。この地からは金倉山を遠望できる。
- 1895年（明治28年） - 新潟県知事より硯箱賞受賞（教育功労）
- 1919年（大正8年） - 日本山岳会より名誉会員推挙
- 1932年（昭和7年）  - 斯文会より表彰

## 主な山行
- 1879年（明治12年） - 米山
- 1880年（明治13年） - 弥彦山
- 1898年（明治31年） - 八海山、苗場山
- 1902年（明治35年） - 御坂峯、富士山、浅間山
- 1903年（明治36年） - 妙高山
- 1904年（明治37年） - 磐梯山、一切経山、金鶏山・金洞山・白雲山（妙義山）、戸隠山
- 1905年（明治38年） - 守門岳、八海山、中ノ岳、駒ヶ岳（越後駒ヶ岳）
- 1906年（明治39年） - 白馬山（白馬岳）、立山、白山
- 1907年（明治40年） - 飯豊山、月山、鳥海山
- 1908年（明治41年） - 八ヶ岳、木曽駒ヶ岳、御岳（御嶽山）、乗鞍岳、槍ヶ岳
- 1909年（明治42年） - マクカリヌプリ（羊蹄山）、雌阿寒岳、雄阿寒岳
- 1924年（大正13年） - 開聞岳、霧島山、金剛山
- 1925年（大正14年） - 金城山、飯士山、清津峡
- 1927年（昭和2年） - 黒部渓谷
- 1928年（昭和3年） - 新高山（玉山）
- 1932年（昭和7年） - 谷川岳、尾瀬
- 1934年（昭和9年） - 富士山（5回目）